# Ofcea, Belgrad
Ofcea (sau Ovcea, sârbă Ovča ) este o localitate în zona suburbană a orașului Belgrad, comuna Palilula, Banat, Serbia.

## Istoric
Prima atestare documentară cunoscută datează din 1456. Inițial satul a fost populat numai cu români.În 1537 a fost ocupat de otomani și inclus în sangeacul Smederevo. De-a lungul stăpânirii otomane, a avut o evoluție nefastă datorită războiaelor austro-turce. A fost în repetate rânduri evacuată din cauza inundațiilor. Cu toate acestea a continuat să existe ca așezare locuită, până după cucerirea Banatului de austrieci.
În 1738, în Ofcea bântuie o epidemie de ciumă care decimează populația. Numărul locuitorilor descrește într-atât încât să devină complet depopulată în 1746, când este și transformată în pustă.
În a adoua jumătate a secolului XVIII, la Ofcea se stabilesc români provenind din Transilvania și Crișana. În anul 1786, după înnăbușirea răscoalei lui Horea, Cloșca și Crișan, autoritățile habsburgice încep să-i deporteze pe răsculați în Banat. Cu această ocazie, mai multe familii se stabilesc la Alibunar și Sânmihai, iar câteva familii se stabilesc și la Ofcea.
Printre deportați s-a aflat și Ion Nicola, fiul cel mare al lui Horea din Albac, zis si Horea cel tanar,Vicecapitan al Rascoalei din 1784, arestat de maghiari, si condamnat la un an la inchisoare in Alba Iulia, dupa martiratul tatalui sau Nicola Ursu zis Horea, ucis prin tragere pe roata pe 28 febr 1785. Reuseste sa evadeze dupa 6 luni de inchisoare si e deportat la Ofcea cu alti capi ai rascoalei. Revine in Ardeal, e deportat din nou la Ofcea de unde isi pierde urma, mai aproape de tinuturile natale, pe partea cealalta a Carpatilor Meridionali, in nordul tinutului Gorj, in satul Barbatesti Viersani. Impreuna cu sotia si-a făcut casa pe un mot de deal, numit si Piscul cerului. Urmasul lui, a construit biserica din satul Viersani, si si-a luat numele de Viersanu(pentru a-i pierde urma urmaritorii). Biserica a durat pana in anul 1805 dupa care fiul acestuia Preotul Vierseanu a construit între anii 1886-1890 o alta, din lemn, acoperită cu șiță, actualmente cu tablă, Biserica din satul Rogojina, o biserica fără turlă, în formă de corabie, cu hramul Sf. Mare Mucenic Dimitrie Izvorâtorul de Mir, ca simbol al drumului sinuos pe meleaguri straine, aproape, dar departe de tinuturile stramosilor din Tara Zarandului.  Preotul Constantin Vierseanu a avut un fiu care a luat numele de Paralescu C Constantin si a fost invatator in sat. El a avut patru feciori, Adrian-medic, absolvent Cum laude al Facultatii de Filosofie din Bucuresti, premiat pentru cea mai buna diploma de licenta de regele Carol al II-lea, inchis la Lupeni si dus la munca fortata pe santierul Bumbesti-Livezeni, Emilian-arheolog, Cicerone-preot la Tg.Jiu, deportat ani de zile la Poarta Alba, Longin-invatator in satul Viersani si o fata Angela care la 18 ani s-a calugarit urmand calea intru Hristos deschisa de invatatorul-calugar-martir Arsenie Boca. Este maicuta Celestina de la manastirea Prislop singura din cei cinci frati care mai este in fiinta. Maicutei Celestina,i s-a incredintat o taina, de tatal ei, inainte ca acesta sa-si dea obstescul sfarsit. Aceasta taina a deslusit schimabarea in doua randuri a numelui de catre urmasii parte masculina. Nicola-Viersanu-Paralescu. Taina era ascendenta directa pe linie paterna din trunchiul taranului martir HOREA. 
Adrian(1922-1994) a avut patru copii, Horia(n.1956), Adriana(n.1960 cas. Vertan), Adrian(n.1961)-ing. electronist, Aurelian-ing. electronist(n.1962). Horia-economist are o fata, Camelia, studenta la ASE, Adrian are doi baieti in Atlanta-SUA, Daniel si Emanuel si o fata Maria. Aurelian are doi baieti.
Cicerone a avut doi copii, o fata, Felicia care a avut trei fete si un baiat.
Longin a avut un baiat, Ion, inginer la Craiova si o fata, Ligia, profesoara. Ion are trei fete si ligia doi copii, un baiat si o fata.
În anul 1815 a venit un nou val de români, strămutați de autorități din satul Clec unde au instalat în schimb coloniști germani. Alți români s-au refugiat aici ca urmare a revoluției de la 1848. Spre sfârșitul secolului, în 1880, Ofcea 1.413 locuitori, mara majoritate fiind români.
Ofcea a făcut parte din comuna Borča până la 30 mai 1952 când a primit statut de comună. Din 1955 toate comunele din Pančevački Rit s-au unificat în comuna Krnjača, care în 1965 a devenit parte a comunei Palilula.

## Demografie

### Evoluția populației
- 1921: 1.469 locuitori
- 1971: 3.383 locuitori
- 1981: 2.530 locuitori
- 1991: 2.306 locuitori
- 2002: 2.567 locuitori

### Structura etnică
În anul 1932, Ofcea avea 1.452 locuitori, dintre care: 1.400 români (98%), 23 sârbi, 20 germani, 7 slovaci și 2 maghiari.
Conform recensământului din 2002, populația era împărțită astfel: sârbi (1.642 locuitori-63.96%), români (27.46%), romi (1.36%), etc. la recensământul iugoslav din 1921, românii erau încă majoritari.
Autoritățile sârbe intenționează să colonizeze aici țigani de la periferia Belgradului.

## Învățămînt în limba română
Școală cu patru clase.

## Biserică românească
- Biserica ortodoxă cu hramul Sfinții Împărați Constantin și Elena, ridicată în anul 1930.